# Ley de División Territorial de la República de Colombia

Organisation territoriale de la Grande Colombie en 1819.

Organisation territoriale de la Grande Colombie jusqu'en 1824.

Organisation territoriale de la Grande Colombie en 1824.

Organisation territoriale de la Grande Colombie entre 1826 et 1830.

La Ley de División Territorial de la República de Colombia du 25 juin 1824 est une loi adoptée par le Sénat et la chambre des représentants de la Grande Colombie qui redéfinit la structure politico administrative de son territoire.

## Organisation territoriale avant 1824
De 1821 à 1824, le territoire de la Grande Colombie est divisé en trois grands départements :
- Département de Venezuela - actuel Venezuela.
- Département de Cundinamarca - actuels Colombie et Panama.
- Département de Quito - actuel Équateur et territoire au nord du río Marañón dans l'actuel Pérou.

## Organisation territoriale après 1824
Après 1824, le territoire de la Grande Colombie réorganisé en trois districts, divisés en douze départements puis en trente-sept provinces :
| - District du Venezuela (District du Nord) - Département de l'Orénoque - Province de Guyana - Province de Cumaná - Province de Barcelona - Province de Margarita - Département de Zulia - Province de Coro - Province de Trujillo - Province de Mérida - Province de Maracaibo - Département de Venezuela - Province de Caracas - Province de Carabobo - Département d'Apure - Province de Barinas - Province d'Achaguas | - District de Nouvelle-Grenade (District du Centre) - Département de Boyacá - Province de Tunja - Province de Casanare - Province de Pamplona - Province de Socorro - Département de Cauca - Province de Popayán - Province de Buenaventura - Province du Chocó - Province de Pasto - Département de Cundinamarca - Province de Bogota - Province d'Antioquia - Province de Mariquita - Province de Neiva - Département de Magdalena - Province de Santa Marta - Province de Carthagène - Province de Riohacha - Département de l'Isthme - Province de Panama - Province de Veragua | - District de Quito (District du Sud) - Département d'Azuay - Province de Cuenca - Province de Loja - Province de Jaén de Bracamoros y Maynas - Département de Quito - Province de Pichincha - Province d'Imbabura - Province de Chimborazo - Département de Guayaquil - Province de Guayaquil - Province de Manabi |

## Organisation territoriale après 1826
Le 18 avril 1826 est promulguée une loi additionnelle à celle de 1824 qui réorganise certains départements : 
- le département d'Apure rejoint le département de l'Orénoque, tandis que les provinces de Cumaná, Barcelona et Margarita sont regroupées au sein du département de Maturín.
- au sein du département de Magdalena, la partie sud-est de la province de Carthagène des Indes devient la province de Mompox[1]